# Championnat de France de patinage synchronisé
 (septembre 2024).
Le Championnats de France de patinage synchronisé sont organisées chaque année pour les équipes de patinage synchronisé de 2e et 3e division par la Fédération Française des sports de glace.

## Classement
Le championnat est organisé en trois manches. Les équipes doivent participer à au moins deux manches dont la finale afin d'espérer obtenir un titre. Le classement final est obtenu en classant pour chaque catégorie la somme des deux meilleurs scores obtenus sur les manches par une équipe.

## Palmarès

### Palmarès2edivision
| Année | Lieu de la finale | Novice B                   | Novice A                   | Junior N2                  | Senior N2                  | Source |
| ----- | ----------------- | -------------------------- | -------------------------- | -------------------------- | -------------------------- | ------ |
| 2000  | Limoges           |                            |                            |                            |                            |        |
| 2001  | Rouen             |                            |                            |                            |                            |        |
| 2002  | Bordeaux          |                            |                            |                            |                            |        |
| 2003  | Colombes          |                            |                            |                            |                            |        |
| 2004  | Besançon          |                            |                            |                            |                            |        |
| 2005  | Rouen             |                            |                            |                            |                            |        |
| 2006  | Rouen             |                            |                            |                            |                            |        |
| 2007  | Lyon              |                            |                            |                            |                            |        |
| 2008  | Brest             |                            |                            |                            |                            |        |
| 2009  | Dunkerque         |                            |                            |                            |                            |        |
| 2010  | Limoges           |                            |                            |                            |                            |        |
| 2011  | Caen              |                            |                            |                            |                            |        |
| 2012  | Caen              | Ice Angels                 | Les Flammes                | Les Axelines               | -                          | [ 1 ]  |
| 2013  | Dunkerque         |                            |                            |                            |                            |        |
| 2014  | Épinal            |                            |                            |                            |                            |        |
| 2015  | Le Havre          |                            |                            |                            |                            |        |
| 2016  | Valenciennes      |                            |                            |                            |                            |        |
| 2017  | Besançon          |                            |                            |                            |                            |        |
| 2018  | Brest             |                            |                            |                            |                            |        |
| 2019  | Valenciennes      | Team Jeanne d'Arc          | Chrysalides                | Les Axelines               | Team Jeanne d'Arc          |        |
| 2020  | Valenciennes      | Les Axel'Ice               | Magic Crystal              | Black Diam's               | Team Jeanne d'Arc          |        |
| 2021  | Louviers          | Annulé à cause du Covid-19 | Annulé à cause du Covid-19 | Annulé à cause du Covid-19 | Annulé à cause du Covid-19 |        |
| 2022  | Valenciennes      | Team Jeanne d'Arc          | Les Flammes                | Chysalides                 | Team Jeanne d'Arc          |        |
| 2023  | Compiègne         | Les Etincelines            | -                          | Les Salamandres            | Black Diam's Senior        |        |
| 2024  | Valenciennes      | Magic Crystal              | -                          | Black Diams                | Black Diam's Senior        | [ 2 ]  |

### Palmarès3edivision
| Année | Lieu         | Juvénile                  | Mixed Age                 | Adulte                    | Source |
| ----- | ------------ | ------------------------- | ------------------------- | ------------------------- | ------ |
| 2000  | Limoges      |                           |                           |                           |        |
| 2001  | Rouen        |                           |                           |                           |        |
| 2002  | Bordeaux     |                           |                           |                           |        |
| 2003  | Colombes     |                           |                           |                           |        |
| 2004  | Besançon     |                           |                           |                           |        |
| 2005  | Rouen        |                           |                           |                           |        |
| 2006  | Rouen        |                           |                           |                           |        |
| 2007  | Lyon         |                           |                           |                           |        |
| 2008  | Brest        |                           |                           |                           |        |
| 2009  | Dunkerque    |                           |                           |                           |        |
| 2010  | Limoges      |                           |                           |                           |        |
| 2011  | Caen         |                           |                           |                           |        |
| 2012  | Caen         | Gizmo                     | Comètes                   | Flammes                   | [ 1 ]  |
| 2013  | Dunkerque    |                           |                           |                           |        |
| 2014  | Épinal       |                           |                           |                           |        |
| 2015  | Le Havre     |                           |                           |                           |        |
| 2016  | Valenciennes |                           |                           |                           |        |
| 2017  | Besançon     |                           |                           |                           |        |
| 2018  | Brest        |                           |                           |                           |        |
| 2019  | Valenciennes | Team Jeanne d'Arc         | Z'Hystérik                | Comètes                   |        |
| 2020  | Valenciennes | Salamandres               | Etincelles                | Salamandres               |        |
| 2021  | Louviers     | Annulé à causedu Covid-19 | Annulé à causedu Covid-19 | Annulé à causedu Covid-19 |        |
| 2022  | Valenciennes | Tagada                    | Z'hysterik                | Black Stars               |        |
| 2023  | Compiègne    | Tagada                    | Z'Hysterik                | Emeraude                  |        |
| 2024  | Valenciennes | Z'Excentrik               | Etincelle                 | Emeraude                  |        |

### Le cas de la1reDivision
Les championnats de France pour la première division se déroulent lors des championnats de France de patinage artistique qui regroupent toutes les disciplines du patinage artistique de première division : patinage artistique individuel et en couple, danse sur glace en couple, ballet sur glace et patinage synchronisé. Ils se déroulent généralement en décembre.

#### Palmarès1redivision
| Année | Lieu                | Senior N1                  | Junior N1                  | Senior Elite 12            | Source |
| ----- | ------------------- | -------------------------- | -------------------------- | -------------------------- | ------ |
| 1994  | Rouen & Athis-Paray | Les Zoulous                |                            | -                          |        |
| 1995  | Bordeaux & Besançon | Les Zoulous                |                            | -                          |        |
| 1996  | Albertville & Lyon  | Les Zoulous                |                            | -                          |        |
| 1997  | Amiens & Bordeaux   | Les Zoulous                |                            | -                          |        |
| 1998  | Besançon            | Les Zoulous                |                            | -                          |        |
| 1999  | Lyon                |                            |                            | -                          |        |
| 2000  | Courchevel          |                            |                            | -                          |        |
| 2001  | Briançon            | Les Zoulous                |                            | -                          |        |
| 2002  | Grenoble            |                            |                            | -                          |        |
| 2003  | Asnières            |                            |                            | -                          |        |
| 2004  | Briançon            | Les Zoulous                |                            | -                          |        |
| 2005  | Rennes              | Les Zoulous                |                            | -                          |        |
| 2006  | Besançon            | Les Zoulous                |                            | -                          |        |
| 2007  | Orléans             | Les Zoulous                |                            | -                          |        |
| 2008  | Megève              | Les Atlantides             |                            | -                          |        |
| 2009  | Colmar              | Les Atlantides             |                            | -                          |        |
| 2010  | Marseille           | Les Atlantides             |                            | -                          |        |
| 2011  | Tours               | Les Atlantides             |                            | -                          |        |
| 2012  | Dammarie-lès-Lys    | Les Zoulous                |                            | -                          |        |
| 2013  | Strasbourg          | Les Zoulous                |                            | -                          |        |
| 2014  | Vaujany             | Les Zoulous                |                            | -                          | [ 4 ]  |
| 2015  | Megève              | Les Zoulous                |                            | -                          |        |
| 2016  | Épinal              | Les Zoulous                |                            | -                          |        |
| 2017  | Caen                | Les Zoulous                |                            | -                          |        |
| 2018  | Nantes              | Les Zoulous                |                            | -                          |        |
| 2019  | Vaujany             | Les Zoulous                |                            | -                          |        |
| 2020  | Dunkerque           | Les Zoulous                | Team Jeanne D'arc          | -                          | ,      |
| 2021  | Vaujany             | Annulé à cause du Covid-19 | Annulé à cause du Covid-19 | Annulé à cause du Covid-19 |        |
| 2022  | Cergy-Pontoise      | Les Zoulous                |                            |                            |        |
| 2023  | Rouen               | Team Jeanne D'arc          | Black Diam's               | Les Chrysalides            | ,      |
| 2024  | Vaujany             | Les Zoulous                | Team Jeanne D'arc          | -                          | ,      |
| 2025  | Annecy              | Les Zoulous                | -                          | -                          | [ 12 ] |